# ARA Veinticinco de Mayo (V-2)
ARA Veinticinco de Mayo (исп. Veinticinco de Mayo, «25 мая») — авианосец ВМС Аргентины. Принадлежал к типу «Колоссус», был построен в Великобритании и вошёл в состав Королевского флота 17 января 1945 года как «Венерэйбл» (англ. Venerable). Принимал участие во Второй мировой войне. 1 апреля 1948 года был продан Нидерландам и вошёл в состав голландского флота как «Карел Доорман» (нидерл. Karel Doorman). 15 октября 1968 года был продан Аргентине и переименован в Veinticinco de Mayo (исп. 25 мая), в честь дня начала Майской революции.

## Конструкция
С началом Второй мировой войны выявилась большая ценность авианосцев и Британское Адмиралтейство захотело иметь их как можно больше и как можно скорее. Однако, новейшие авианосцы британского флота типа «Илластриес» были весьма дорогими и сложными в постройке. Возникла идея спроектировать максимально простой авианосец, который можно было бы строить большой серией и очень быстро. Так было положено начало проекту «Колоссус».

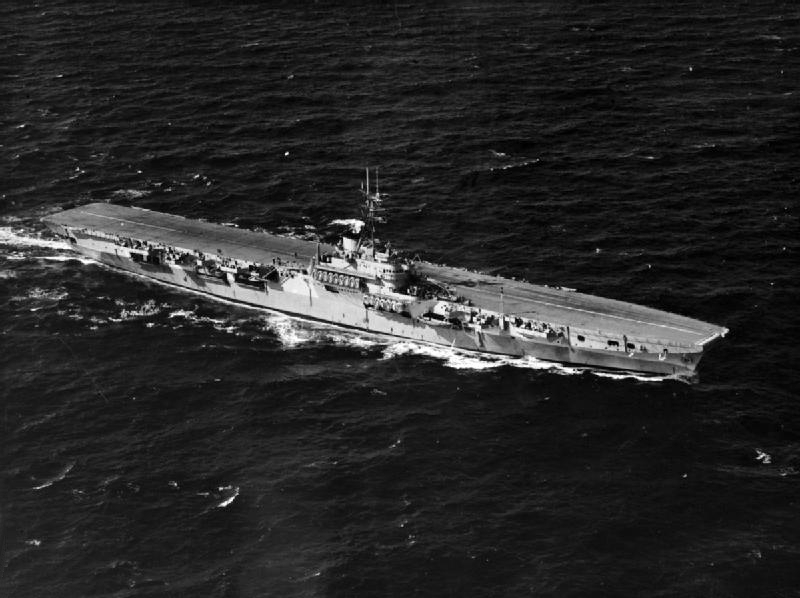
Авианосец «Венерэйбл» в 1945 году.

Проект был подготовлен в 1942 году и предусматривал создание авианосца со стандартным водоизмещением 13 200 тонн. Корпус корабля был облегчённым и проектировался по нормам гражданского судостроения. Система противоторпедной защиты не предусматривалась, но разделение на отсеки признавалось хорошим. Повышению живучести корабля способствовала эшелонная компоновка энергетической установки. Броневая защита практически отсутствовала, за исключением 10-миллиметровой брони погребов.
Полётная палуба авианосца отличалась достаточно крупными размерами и лишь немногим уступала «Илластриес» — 210,3×24,4 м. Для подъёма самолётов предназначались два лифта, размером 13,7×10,4 м и грузоподъёмностью 6,8 тонны. Ангар был одноярусным и имел значительные размеры — 135,6×15,85 м. При этом его высота — 5,33 м, превосходила таковую у «Илластриес».
Авиационно-техническое оборудование включало в себя одну гидравлическую катапульту типа BH-III и восемь аэрофинишёров. Последние рассчитывались на торможение самолёта массой 6,8 тонны, садящегося со скоростью 110 км/ч. Запас авиатоплива составлял 448 236 литров.
Зенитное вооружение по проекту включало шесть счетверённых 40-мм автоматов «Пом-пом» и 32 20-мм автомата «Эрликон» в спаренных и одноствольных установках. На практике зенитное вооружение различалось по комплектации на разных кораблях серии. Все авианосцы оснащались РЛС типа 79B и 281B. Авиационное вооружение в 1945 году включало в себя 39 самолётов — 18 торпедоносцев «Барракуда» и 21 истребитель «Корсар».
Всего в 1942 — 1943 годах было заложено 10 авианосцев типа «Колоссус», шесть из них успели войти в строй до окончания Второй мировой войны, ещё четыре были достроены в 1945 — 1946 годах.

## Служба

### «Венерэйбл»
После вступления в строй, «Венерэйбл» был подготовлен для действий на Тихом океане. Предполагалось использовать авианосец у берегов Филиппин и Индонезии. Однако принять участие в военных действиях корабль не успел. Лишь уже после капитуляции Японии «Венерэйбл» поддерживал 31 августа 1945 года высадку британских войск в Гонконге, а его самолёты нанесли удар по базе японских взрывающихся катеров для камикадзе. Противодействия японцы не оказали.
После окончания войны «Венерэйбл» продолжал службу на Дальнем Востоке. Лишь 30 марта 1947 года он прибыл в Плимут. Далее корабль прошёл ремонт и 1 апреля 1948 года был продан Нидерландам.

### «Карел Доорман»

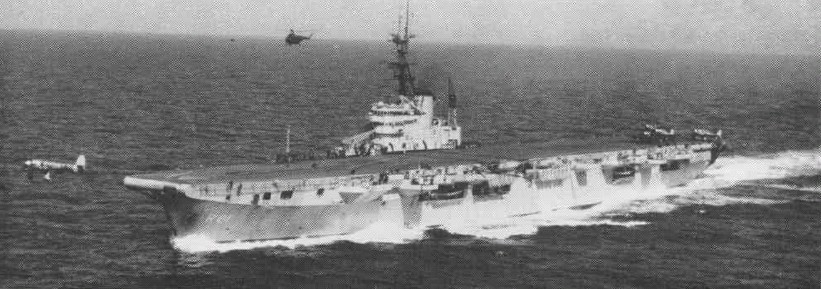
Авианосец «Карел Доорман» в середине 1950-х годов.

Закупленный в Великобритании «Венерэйбл» был переименован в «Карел Доорман» в честь нидерландского контр-адмирала и официально вошёл в состав флота Нидерландов 28 мая 1948 года. Первоначально авианосец использовался как носитель поршневых самолётов. Обычно на корабле базировалось от 19 до 23 истребителей-бомбардировщиков «Си Фьюри» Mk50 и самолётов ПЛО «Файрфлай» Mk4/5.
В 1955 — 1958 годах «Карел Доорман» прошёл капитальный ремонт и переоборудование на верфи «Вилтон Фейеноорд» (нидерл. Wilton Fijenoord). В ходе модернизации корабль получил усиленную угловую полётную палубу длиной 165,8 м, установленную под углом 8° к диаметральной плоскости. Прежняя гидравлическая катапульта была заменена паровой типа BS-4, размещённой по левому борту. Также были установлены зеркальная система посадки, новые аэрофинишёры, система кондиционирования, заменено вспомогательное оборудование. Ангар не подвергся значительным изменениям, но полностью изменился силуэт надстройки авианосца. Прежние зенитные автоматы британского производства были заменены шведскими 40-миллиметровыми «Бофорсами». Все РЛС были заменены на голландские. Планируемая стоимость модернизации должна была составить 11 миллионов гульденов, фактически было истрачено 25 миллионов.
После модернизации «Карел Доорман» мог нести реактивные самолёты и состав его авиагруппы существенно изменился. В 1959 году она включала 18 летательных аппаратов: 6 истребителей-бомбардировщиков «Си Хок» FGA.6, 6 самолётов ПЛО «Эвенджер» TBM-3, 4 вертолёта ПЛО «Сибэт» HSS-1N и два спасательных вертолёта. С начала 1960-х годов «Карел Доорман» стал флагманом противолодочного соединения голландского флота. Его авиагруппа в этот период состояла исключительно из противолодочных машин: 8 самолётов ПЛОS-2A «Трекер» и 6 вертолётов ПЛО HSS-1N «Сибэт».
В 1965 — 1966 годах авианосец прошёл очередной ремонт и модернизацию. В частности, были установлены паровые котлы, снятые с недостроенного британского авианосца «Левиафан» (англ. Leviathan), типа «Маджестик». 29 апреля 1968 года в машинном отделении авианосца произошёл пожар, что вынудило командование ВМС Нидерландов задуматься о целесообразности восстановительного ремонта. Хотя повреждения не были катастрофическими, содержание корабля в составе флота расценивалось как чрезмерно дорогое. В этой связи, предложение Аргентины о продаже авианосца оказалось весьма кстати. 15 октября 1968 года «Карел Доорман» был официально продан Аргентине.

### «Вейнтисинко де Майо»

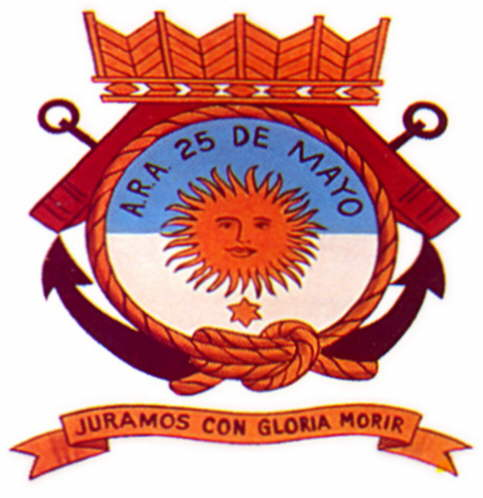
Эмблема «Вейнтисинко де Майо».

Новый авианосец аргентинского флота получил название «Вейнтисинко де Майо» и был официально включён в состав флота 12 мая 1969 года. До этого он прошёл капитальный ремонт в Нидерландах на верфи «Вилтон Фейеноорд», причём теперь на корабль установили и паровые турбины с авианосца «Левиафан». «Вейнтисинко де Майо» был принят после ремонта 22 августа 1969 года. 1 сентября 1969 года авианосец вышел из Роттердама в Аргентину. После закупки в 1972 году штурмовиков «Скайхок» корабль использовался как малый ударный авианосец. Дважды, в 1975 и 1980 — 1981 годах, проходил ремонт и модернизацию. В её ходе были установлены новые РЛС голландского производства, а палуба модифицирована для использования французских корабельных штурмовиков «Супер Этандар», которые были закуплены Аргентиной в 1981 году.
В ходе англо-аргентинского конфликта из-за Фолклендских островов «Вейнтисинко де Майо» принимал участие в обеспечении высадки аргентинских войск на спорные острова. В ходе военных действий авианосец имел авиагруппу в составе восьми штурмовиков «Скайхок», четырёх самолётов ПЛО «Трекер» и нескольких вертолётов. Штурмовики «Супер Этандар» ещё не были готовы к действиям с борта авианосца. 2 мая 1982 года авианосец в сопровождении эсминцев УРО «Сантисима Тринидад» и «Эркулес» приблизился к британскому экспедиционному соединению на 180 миль, но после известия о потоплении крейсера «Генерал Бельграно» британской атомной ПЛ «Конкерор», отказался от атаки и ушёл в базу. В дальнейшем самолёты «Вейнтисинко де Майо» действовали против британских сил с береговых аэродромов.
Первый полёт «Супер Этандара» с борта «Вейнтисинко де Майо» состоялся в апреле 1983 года. В том же году корабль прошёл модернизацию радиоэлектронного оборудования с целью улучшения взаимодействия с поступившими в состав флота эсминцами типа «Альмиранте Браун», проекта MEKO 360. Авианосец активно использовался флотом до 1985 года. Технические проблемы вынудили вывести корабль из боевого состава в июне 1986 года. В 1988 году было принято решения провести капитальную реконструкцию «Вейнтисинко де Майо» с заменой паротурбинной установки на газотурбинную в 1990 — 1992 годах. Переговоры об этом велись с итальянской фирмой «Финкантиери» (итал. Fincantieri). Финансовые и технические проблемы вынудили отказаться от этого проекта. В 1997 году корабль исключили из списков флота. В январе 1999 года он был продан на слом в Индию.